# 1831

## أحداث
- 29 نوفمبر: تأسيس مدينة كونكورديا، انتري ريوس وتقع حاليا في الأرجنتين.
- نهاية ثورة نوفمبر في 21 أكتوبر 1831 والتي بدأت في 29 نوفمبر 1830.
- يونيو - انتشار مرض الطاعون في الكويت.
- 29 اغسطس - عالم الكيمياء والفيزياء البريطاني ميشيل فاراداي يكتشف ظاهرة التحريض الكهرومغناطيسي.

## مواليد
- توماس مايكل هولت
- جون ويسلي هويت
- جوهان مارتن شيلر
- جيمس جارفيلد
- جيمس ماكسويل
- خوان سانتاماريا
- روموالدو باتشيكو
- شارل جول غيتو
- كلود برنار
- لودفيغ نوبل
- ليو فون كابريفي
- ناصر الدين شاه قاجار
- الأمام عبد الله بن فيصل حكم منذ عام 1865 إلى عام 1871

## وفيات
- حمود بن ثامر السعدون
- جورج فيلهلم فريدريش هيجل
- جيمس مونرو
- فريدريش ماكسيميليان فون كلنجر
- فريديريك هيجل
- كارل فون كلاوزفيتس
- نات ترنر
- يوزف أوغست شولتس
- موراي ماكسويل